# Heidelberger Schule (Therapie)
Die Heidelberger Schule hat sich in den 1980er Jahren an der Abteilung für psychoanalytische Grundlagenforschung und Familientherapie der Universität Heidelberg in fachlicher Zusammenarbeit mit der Palo-Alto-Gruppe Mental Research Institute  (MRI) in Palo Alto/Kalifornien und der Gruppe um Mara Selvini Palazzoli (Centro per lo Studio e Terapia della famiglia) in Mailand entwickelt. Ihre Mitbegründer waren neben Helm Stierlin u. a. Gunthard Weber, Fritz B. Simon, Gunther Schmidt und Jochen Schweitzer.

## Gründung
1974 gründete Helm Stierlin, unterstützt von seiner Frau Satuila, ein Institut für Familientherapie an der Universität Heidelberg. 1984 gründeten seine Mitarbeiter (Inge Rücker-Embden-Jonasch, Fritz B. Simon, Gunther Schmidt, Gunthard Weber und externe Kollegen) die Internationale Gesellschaft für Systemische Therapie (IGST) als Weiterbildungsinstitut.

## Carl-Auer-Verlag
Der 1989  in Heidelberg gegründete Carl-Auer-Verlag gilt als der wichtigste deutschsprachige Verlag für systemische Therapie und Beratung, Hypnotherapie und Hypno-systemische Konzepte. Neue Erkenntnisse des systemischen Denkens aus der ganzen Welt werden veröffentlicht. Die Gründer waren zehn Psychologen, Psychiater, Professoren, Lehrtherapeuten, Unternehmensberater und Philosophen. Im Mittelpunkt standen von Beginn an Bücher für die tägliche Praxis von Systemischer Therapie und Beratung, Hypnotherapie, Management und Organisationsberatung, Sozialer Arbeit, Coaching und Supervision.